# XIV Governo Regional dos Açores
O XIV Governo Regional dos Açores foi formado com base nas eleições legislativas regionais de 4 de fevereiro de 2024, em que a coligação PSD/CDS/PPM (formada pelo Partido Social Democrata, pelo CDS – Partido Popular e pelo Partido Popular Monárquico) venceu obtendo uma maioria relativa com 42,08% dos votos e elegendo 26 deputados.
Sendo José Manuel Bolieiro o líder regional do PSD e líder da coligação, foi convidado pelo Representante da República para os Açores, Pedro Catarino, a formar governo. O governo foi empossado e entrou em funções a 4 de março de 2024.

## Composição[4]
Os membros que fazem parte do XVI Governo Regional dos Açores são os seguintes:
| Cargo                                                                 | Detentor                                      | Partido | Partido | Período                       |
| --------------------------------------------------------------------- | --------------------------------------------- | ------- | ------- | ----------------------------- |
| Presidente do Governo Regional dos Açores                             | José Manuel Cabral Dias Bolieiro              |         | PPD/PSD | 4 de março de 2024 – presente |
| Vice-Presidente do Governo Regional                                   | Artur Manuel Leal de Lima                     |         | CDS-PP  | 4 de março de 2024 – presente |
| Secretário Regional das Finanças, Planeamento e Administração Pública | Duarte Nuno D'Ávila Martins de Freitas        |         | PPD/PSD | 4 de março de 2024 – presente |
| Secretário Regional dos Assuntos Parlamentares e Comunidades          | Paulo Jorge Abraços Estêvão                   |         | PPM     | 4 de março de 2024 – presente |
| Secretária Regional da Educação, Cultura e Desporto                   | Sofia Heleno Santos Roque Ribeiro             |         | PPD/PSD | 4 de março de 2024 – presente |
| Secretária Regional da Saúde e Segurança Social                       | Mónica Reis Simões Seidi                      |         | PPD/PSD | 4 de março de 2024 – presente |
| Secretário Regional da Agricultura e Alimentação                      | António Lima Cardoso Ventura                  |         | PPD/PSD | 4 de março de 2024 – presente |
| Secretário Regional do Mar e Pescas                                   | Mário Rui Rilhó de Pinho                      |         | PPD/PSD | 4 de março de 2024 – presente |
| Secretária Regional do Turismo, Mobilidade e Infraestruturas          | Berta Maria Correia de Almeida de Melo Cabral |         | PPD/PSD | 4 de março de 2024 – presente |
| Secretária Regional da Juventude, Habitação e Emprego                 | Maria João Soares Carreiro                    |         | PPD/PSD | 4 de março de 2024 – presente |
| Secretário Regional do Ambiente e Ação Climática                      | Alonso Teixeira Miguel                        |         | CDS-PP  | 4 de março de 2024 – presente |

## Direções Regionais do XIV Governo Regional dos Açores
Cada membro do Governo Regional tem na sua dependência uma ou mais Direções Regionais.
| Cargo                                                                 | Detentor                                          | Período                                      |
| Presidência do Governo Regional                                       | Presidência do Governo Regional                   | Presidência do Governo Regional              |
| --------------------------------------------------------------------- | ------------------------------------------------- | -------------------------------------------- |
| Diretor Regional da Cooperação com o Poder Local                      | Octávio Manuel Melo Torres                        | 12 de abril de 2024 – presente               |
| Vice-Presidência do Governo Regional                                  |                                                   |                                              |
| Diretor Regional dos Assuntos Europeus e Cooperação Externa           | Carlos Eduardo Pacheco de Amaral                  | 12 de abril de 2024 – 6 de maio de 2025      |
| Diretor Regional dos Assuntos Europeus e Cooperação Externa           |                                                   |                                              |
| Diretora Regional da Ciência, Inovação e Desenvolvimento              | Flávio Gomes Borges Tiago                         | 12 de abril de 2024 – 5 de janeiro de 2025   |
| Diretora Regional da Ciência, Inovação e Desenvolvimento              | Rute Isabel Rodrigues Dias Gregório               | 6 de janeiro de 2025 – presente              |
| Diretor Regional das Comunicações e da Transição Digital              | Pedro Miguel Vasconcelos Raposo Medeiros Batista  | 12 de abril de 2024 – presente               |
| Secretaria Regional das Finanças, Planeamento e Administração Pública |                                                   |                                              |
| Diretor Regional do Orçamento e Tesouro                               | José António Gomes                                | 12 de abril de 2024 – presente               |
| Diretor Regional do Empreendedorismo e Competitividade                | Bruno Filipe de Freitas Belo                      | 12 de abril de 2024 – presente               |
| Diretor Regional do Planeamento e Fundos Estruturais                  | Nuno Alberto Lopes Melo Alves                     | 12 de abril de 2024 – presente               |
| Diretor Regional da Organização, Planeamento e Emprego Público        | Délio Francisco Freitas Ormonde Borges            | 12 de abril de 2024 – presente               |
| Secretário Regional dos Assuntos Parlamentares e Comunidades          |                                                   |                                              |
| Diretor Regional das Comunidades                                      | José Maria de Medeiros Andrade                    | 12 de abril de 2024 – presente               |
| Secretaria Regional da Educação, Cultura e Desporto                   |                                                   |                                              |
| Diretor Regional da Educação e da Administração Educativa             | Rui Miguel Mendes Espínola                        | 12 de abril de 2024 – presente               |
| Diretora Regional da Cultura                                          | Sandra Maria de Sousa Garcia                      | 12 de abril de 2024 – presente               |
| Diretor Regional do Desporto                                          | Luís Carlos Medeiros Couto de Sousa               | 12 de abril de 2024 – 13 de janeiro de 2025  |
| Diretor Regional do Desporto                                          | Ricardo Nuno Vieira Matias                        | 14 de janeiro de 2025 – presente             |
| Secretaria Regional da Saúde e Segurança Social                       |                                                   |                                              |
| Diretor Regional da Saúde                                             | Pedro Garcia Monteiro Paes                        | 12 de abril de 2024 – presente               |
| Diretor Regional da Prevenção e Combate às Dependências               | Pedro Jorge Escórcio Fins                         | 12 de abril de 2024 – presente               |
| Diretora Regional da Solidariedade Social                             | Andreia Tatiana Mendes Vasconcelos                | 12 de abril de 2024 – presente               |
| Diretora Regional para a Promoção da Igualdade e Inclusão Social      | Sandra Paula Gomes e Silva                        | 12 de abril de 2024 – presente               |
| Secretaria Regional da Agricultura e Alimentação                      |                                                   |                                              |
| Diretor Regional da Agricultura, Veterinária e Alimentação            | Luís Miguel Braga Estrela                         | 21 de maio de 2024 – presente                |
| Diretor Regional dos Recursos Florestais e Ordenamento Territorial    | Filipe Torres Tavares                             | 12 de abril de 2024 – 1 de fevereiro de 2025 |
| Diretor Regional dos Recursos Florestais e Ordenamento Territorial    | Nuno Miguel Marques dos Santos e Sousa            | 1 de fevereiro de 2025 – presente            |
| Diretor Regional do Desenvolvimento Rural                             | João Miguel Fialho Coelho dos Reis                | 21 de maio de 2024 – presente                |
| Secretaria Regional do Mar e Pescas                                   |                                                   |                                              |
| Diretor Regional de Políticas Marítimas                               | Rui Miguel Oliveira Martins                       | 12 de abril de 2024 – presente               |
| Diretora Regional das Pescas                                          | Andreia Filipa Domingues Braga Henriques          | 12 de abril de 2024 – presente               |
| Secretaria Regional do Turismo, Mobilidade e Infraestruturas          |                                                   |                                              |
| Diretora Regional da Energia                                          | Joana Ferreira Rita                               | 12 de abril de 2024 – presente               |
| Diretor Regional das Obras Públicas                                   | Pedro Miguel Fernandes Azevedo                    | 12 de abril de 2024 – presente               |
| Diretor Regional da Mobilidade                                        | Francisco Duarte da Silva Bettencourt             | 4 de junho de 2024 – presente                |
| Diretora Regional do Turismo                                          | Rosa Maria Carreiro Machado Costa                 | 12 de abril de 2024 – presente               |
| Secretaria Regional da Juventude, Habitação e Emprego                 |                                                   |                                              |
| Diretor Regional da Juventude                                         | Eládio João Medeiros Braga                        | 12 de abril de 2024 – presente               |
| Diretor Regional da Habitação                                         | Daniel Martins Pavão                              | 12 de abril de 2024 – presente               |
| Diretor Regional da Qualificação Profissional e Emprego               | Renato Francisco Martins Lopes Almeida e Medeiros | 12 de abril de 2024 – presente               |
| Secretaria Regional do Ambiente e Ações Climáticas                    |                                                   |                                              |
| Diretora Regional do Ambiente e Alterações Climáticas                 | Ana Cristina Pereira Rodrigues                    | 12 de abril de 2024 – presente               |

## Outras entidades do XIV Governo Regional dos Açores
Cada membro do Governo Regional tem na sua dependência várias entidades públicas como Institutos Públicos e Fundações Regionais, entre outros.
| Entidade                                                                                         | Detentor                                                                                  | Período                                 |
| Presidência do Governo Regional                                                                  | Presidência do Governo Regional                                                           | Presidência do Governo Regional         |
| ------------------------------------------------------------------------------------------------ | ----------------------------------------------------------------------------------------- | --------------------------------------- |
| Secretária-geral da Presidência                                                                  | Teresa Augusta Carvalho Madruga                                                           | 12 de abril de 2024 – presente          |
| Vice-Presidência do Governo Regional                                                             |                                                                                           |                                         |
| Fundo Regional da Ciência e Tecnologia                                                           | Bruno Marques Teixeira (Presidente do Conselho Diretivo)                                  | (desde) 1 de outubro de 2021 – presente |
| Secretaria Regional das Finanças, Planeamento e Administração Pública                            |                                                                                           |                                         |
| Inspetor Regional da Inspeção Administrativa Regional, da Transparência e do Combate à Corrupção | Francisco Roberto Cota Lima                                                               | 12 de abril de 2024 – presente          |
| Agência para a Modernização e Qualidade do Serviço ao Cidadão. RIAC, I.P.                        | Carlos Miguel Fernandes Mateus (Presidente da Direção)                                    | (desde) 12 de junho de 2022 – presente  |
| Diretor do Serviço Regional de Estatística                                                       | Ivo Luís de la Cerda Garcia e Sousa                                                       | 23 de abril de 2024 – presente          |
| Secretaria Regional da Educação, Cultura e Desporto                                              |                                                                                           |                                         |
| Inspetora Regional da Eduacação                                                                  | Delmina Maria Freitas Ormonde Borges                                                      | 12 de abril de 2024 – presente          |
| Inspetora Regional das Atividades Culturais                                                      | Brites Baldaia de Rego Botelho Mendonça Cunha                                             | 12 de abril de 2024 – presente          |
| Secretaria Regional da Saúde e Segurança Social                                                  |                                                                                           |                                         |
| Inspetora Regional da Saúde                                                                      | Ana Maria Antunes de Vasconcelos                                                          | 12 de abril de 2024 – presente          |
| Instituto da Segurança Social dos Açores, I.P.R.A.                                               | Paula Cristina Pereira de Azevedo Pamplona Ramos (Presidente do Conselho Diretivo)        | (desde) 25 de outubro de 2021– presente |
| Secretaria Regional da Agricultura e Alimentação                                                 |                                                                                           |                                         |
| Instituto Regional de Ordenamento Agrário                                                        | Pedro Jácome de Carvalho e Cunha Hintze Ribeiro (Presidente do Conselho de Administração) | 2 de setembro de 2024 – presente        |
| Instituto de Alimentação e Mercados Agrícolas                                                    | Maria Carolina Quental de Medeiros Parreira da Câmara (Presidente do Conselho Diretivo)   | (desde) 26 de março de 2021– presente   |
| Secretaria Regional do Mar e Pescas                                                              |                                                                                           |                                         |
| Inspetora Regional das Pescas e de Usos Marítimos                                                | Helena Catarina Machado Santos Soares                                                     | 12 de abril de 2024 – presente          |
| Secretaria Regional do Turismo, Mobilidade e Infraestruturas                                     |                                                                                           |                                         |
| Inspetor Regional do Turismo                                                                     | Lomelino Manuel Sousa Pinheiro                                                            | 12 de abril de 2024 – presente          |
| Diretor do Laboratório Regional de Engenharia Civil                                              | Francisco de Sousa Fernandes                                                              | 8 de maio de 2024 – presente            |
| Secretaria Regional da Juventude, Habitação e Emprego                                            |                                                                                           |                                         |
| Inspetora Regional das Atividades Económicas                                                     | Mafalda Almeida de Melo Cabral                                                            | 12 de abril de 2024 – presente          |
| Inspetor Regional do Trabalho                                                                    | António Manuel de Melo Medeiros                                                           | 12 de abril de 2024 – presente          |
| Centro de Qualificação dos Açores, IPRA                                                          | Acir Fernandes Meirelles (Presidente do Conselho Diretivo)                                | (desde) 27 de junho de 2023 – presente  |
| Observatório do Emprego e Qualificação Profissional                                              | Amâncio Gonçalves Machado de Faria e Maia (Coordenador)                                   | 12 de abril de 2024 – presente          |
| Secretaria Regional do Ambiente e Ações Climáticas                                               |                                                                                           |                                         |
| Inspetor Regional do Ambiente                                                                    | Anselmo Fernandes Falcão                                                                  | 12 de abril de 2024 – presente          |
| Entidade Reguladora dos Serviços de Águas e Resíduos dos Açores                                  | Sandra Paula de Aguiar e Câmara (Presidente do Conselho de Administração)                 | 1 de setembro de 2024 – presente        |